# Chrysocharis bestiola
Chrysocharis bestiola är en stekelart som beskrevs av Christer Hansson 1985. Chrysocharis bestiola ingår i släktet Chrysocharis och familjen finglanssteklar.
Artens utbredningsområde är:
- Finland.
- Sverige.

Arten är reproducerande i Sverige. Inga underarter finns listade i Catalogue of Life.